# غريغ هولاند
غريغ هولاند (بالإنجليزية: Greg Holland)‏ هو لاعب كرة قاعدة أمريكي، ولد في 20 نوفمبر 1985 في آشفيل في الولايات المتحدة.

## وصلات خارجية
- غريغ هولاند على موقع دوري كرة القاعدة الرئيسي (الإنجليزية)
- غريغ هولاند على موقعبيزبول رفرنس.كوم (الدوري الرئيسي) (الإنجليزية)
- غريغ هولاند على موقعبيزبول رفرنس.كوم (الدوري الثانوي) (الإنجليزية)
- غريغ هولاند على موقع إي إس بي إن.كوم (أم.أل.بي) (الإنجليزية)
- غريغ هولاند على موقع مشجعي الرسوم البيانية (الإنجليزية)